# Carsten Ball
Carsten Ball (Newport Beach, 20 giugno 1987) è un ex tennista australiano.

## Biografia
Ha raggiunto il suo best ranking in singolare il 26 luglio 2010 con la 108ª posizione; mentre nel doppio divenne, il 26 ottobre 2009, il 54º del ranking ATP.
In carriera in singolare, è riuscito a conquistare un torneo challenger e cinque tornei del circuito futures. Ha raggiunto nel 2009 la finale nel LA Tennis Open 2009, dove venne sconfitto da Sam Querrey con il punteggio di 6-4, 3-6, 6-1.  In doppio, invece, ha conquistato la vittoria nell'Hall of Fame Tennis Championships 2010 a Newport in coppia con il connazionale Chris Guccione sconfiggendo il messicano Santiago González e lo statunitense Travis Rettenmaier; ha ottenuto la vittoria finale anche in dieci tornei del circuito challenger e dodici tornei del circuito futures.

## Statistiche

### Singolare

#### Vittorie (0)
| Legenda                   |
| Grande Slam (0)           |
| ATP World Tour Finals (0) |
| ATP Masters 1000 (0)      |
| ATP World Tour 500 (0)    |
| ATP World Tour 250 (0)    |
| Challengers (1)           |
| Futures (5)               |

| N. | Data              | Torneo                          | Superficie | Avversario in finale | Punteggio      |
| 1. | 29 luglio 2007    | USA F19, Godfrey                | Cemento    | Sheeva Parbhu        | 7-65, 7-61     |
| 2. | 11 settembre 2007 | USA F22, Claremont              | Cemento    | Robert Yim           | 6-2, 6-3       |
| 3. | 29 giugno 2008    | USA F14, Shingle Springs        | Cemento    | Ryler DeHeart        | 4-6, 7-63, 6-2 |
| 4. | 22 marzo 2009     | New Zealand F2, Hamilton        | Cemento    | Tatsuma Itō          | 7-61, 6-2      |
| 5. | 21 giugno 2009    | USA F13, Sacramento             | Cemento    | Carlos Salamanca     | 7-5, 6-1       |
| 1. | 25 luglio 2010    | Lexington Challenger, Lexington | Cemento    | Jesse Levine         | 6-4, 7-62      |

### Doppio

#### Vittorie (1)
| Legenda doppio            |
| Grande Slam (0)           |
| ATP World Tour Finals (0) |
| ATP Masters 1000 (0)      |
| ATP World Tour 500 (0)    |
| ATP World Tour 250 (1)    |
| Challengers (10)          |
| Futures (12)              |

| N.  | Data             | Torneo                                                           | Superficie  | Compagno           | Avversari in finale                   | Punteggio          |
| 1.  | 13 novembre 2005 | Australia F9, Aberfoyle Park                                     | Cemento     | Andrew Coelho      | Adam Feeney Joel Kerley               | 69-7, 6-4, [15-13] |
| 2.  | 20 novembre 2005 | Australia F10, Berri                                             | Erba        | Andrew Coelho      | Rohan Bopanna Horia Tecău             | 5-7, 6-3, [10-5]   |
| 3.  | 6 agosto 2006    | USA F20, Decatur                                                 | Cemento     | Adam Feeney        | Troy Hahn Daniel Yoo                  | 6-3, 6-3           |
| 4.  | 3 settembre 2006 | Australia F6, Mackay                                             | Cemento     | Adam Feeney        | Sadik Kadir Robert Smeets             | 4-6, 6-0, [10-3]   |
| 5.  | 29 ottobre 2006  | Australia F12, Mildura                                           | Erba        | Adam Feeney        | James Cerretani Sadik Kadir           | 4-6, 7-64, [11-9]  |
| 6.  | 5 novembre 2006  | Australia F13, Berri                                             | Cemento     | Adam Feeney        | Johan Brunström Philip Stolt          | 4-6, 7-62, [11-9]  |
| 7.  | 2 marzo 2007     | New Zealand F1, Wellington                                       | Cemento     | Adam Feeney        | Colin Ebelthite Nick Lindahl          | 4-6, 6-2, 7-65     |
| 8.  | 6 luglio 2007    | USA F16, Pittsburgh                                              | Terra rossa | Scott Doerner      | Tigran Martirosyan Nima Roshan        | W/O                |
| 9.  | 29 luglio 2007   | USA F19, Godfrey                                                 | Cemento     | Joel Kielbowicz    | Dane Chuntraruk Daniel Yoo            | 61-7, 7-5, 7-64    |
| 10. | 18 novembre 2007 | USA F29, Honolulu                                                | Cemento     | Rylan Rizza        | Ikaika Jobe Brad Lum-Tucker           | 7-67, 7-5          |
| 1.  | 2 marzo 2008     | Wolfsburg Challenger, Wolfsburg                                  | Sintetico   | Izak van der Merwe | Richard Bloomfield Ken Skupski        | 7-65, 6-3          |
| 11. | 8 marzo 2008     | Portugal F5, Lagos                                               | Cemento     | Chris Eaton        | Neil Bamford Josh Goodall             | 6-2, 6-4           |
| 2.  | 20 aprile 2008   | Abierto Internacional Varonil Club Casablanca, Città del Messico | Cemento     | Robert Smeets      | Neil Bamford Josh Goodall             | 65-7, 6-4, [10-3]  |
| 3.  | 17 maggio 2008   | Hurricane Tennis Open, Bradenton                                 | Terra rossa | Lester Cook        | Ryler DeHeart Todd Widom              | 4-6, 6-3, [10-6]   |
| 4.  | 10 agosto 2008   | Binghamton Challenger, Binghamton                                | Cemento     | Travis Rettenmaier | Brian Battistone Dann Battistone      | 6-3, 6-4           |
| 12. | 26 ottobre 2008  | USA F27, Mansfield                                               | Cemento     | Colin Ebelthite    | Boris Nicola Bakalov Bojan Szumanski  | 6-2, 7-5           |
| 5.  | 9 novembre 2008  | Music City Challenger, Nashville                                 | Cemento     | Travis Rettenmaier | Harsh Mankad Ashutosh Singh           | 6-4, 7-5           |
| 6.  | 10 maggio 2009   | Savannah Challenger, Savannah                                    | Terra verde | Travis Rettenmaier | Harsh Mankad Kaes Van't Hof           | 7-64, 6-4          |
| 7.  | 7 giugno 2009    | Yuba City Racquet Club Challenger, Yuba City                     | Cemento     | Travis Rettenmaier | Adam Feeney Nathan Healey             | 6-3, 6-4           |
| 8.  | 5 luglio 2009    | Winnetka USTA Pro Tennis Championship, Winnetka                  | Cemento     | Travis Rettenmaier | Brett Joelson Ryan Sweeting           | 6-1, 6-2           |
| 9.  | 19 luglio 2009   | Aptos Challenger, Aptos                                          | Cemento     | Chris Guccione     | Sanchai Ratiwatana Sonchat Ratiwatana | 6-3, 6-2           |
| 1.  | 11 luglio 2010   | Hall of Fame Tennis Championships, Newport                       | Erba        | Chris Guccione     | Santiago González Travis Rettenmaier  | 6-3, 6-4           |
| 10. | 18 luglio 2010   | Aptos Challenger, Aptos                                          | Cemento     | Chris Guccione     | Adam Feeney Greg Jones                | 6-1, 6-3           |